# 亚历山大·斯塔诺耶维奇
亚历山大·斯塔诺耶维奇（1973年10月28日—），是一名塞尔维亚足球教练，曾执教中国足球超级联赛球队大连阿尔滨、北京国安和中国足球甲级联赛球队北京控股。

## 球员生涯
斯塔诺耶维奇出自贝尔格莱德游击队青年队，未能进入一线队。1993年，斯塔诺耶维奇在南斯拉夫球队奥比利奇开始职业足球生涯，并在球队效力至1997年，期间他曾经加盟西班牙足球乙级联赛球队皇家马洛卡一年，但没有获得成功。1997年转会加盟OFK贝尔格莱德，凭借精彩表现于1999年回归贝尔格莱德游击队，并随队获得2001年南斯拉夫杯冠军。2001年回归OFK贝尔格莱德一个赛季，之后又加盟匈牙利联赛球队维迪奥顿。2003年，29岁的斯塔诺耶维奇宣布退役。

## 教练生涯
退役后，斯塔诺耶维奇回到OFK贝尔格莱德，先后担任球队青年队教练和一线队助理教练。2006年，他首次成为一线队主教练，执教塞甲球队斯雷姆。之后，他又辅助米洛斯拉夫·久基奇，先后担任贝尔格莱德游击队和塞尔维亚国家队的助理教练。2008年9月3日，斯塔诺耶维奇成为塞尔维亚U-19国家队的教练，并率领球队在乌克兰进行的2009年欧洲U-19足球锦标赛获得第三名。
2010年4月15日，贝尔格莱德游击队主教练戈兰·斯特瓦诺维奇因球队在塞尔维亚杯半决赛的糟糕表现而引咎辞职，一天后斯塔诺耶维奇被任命为球队的新任主教练。36岁的斯塔诺耶维奇成为游击队历史上最年轻的主帅。斯塔诺耶维奇率领球队在联赛剩余七轮比赛全部获胜，其中包括和贝尔格莱德红星的德比战。贝尔格莱德游击队顺利卫冕2009/10赛季塞超联赛冠军。球队在2010/11欧洲冠军联赛外围赛及附加赛中表现出色，顺利进入小组赛，他因此成为第一个率领塞尔维亚俱乐部进入欧冠联赛小组赛的塞尔维亚教练。2010/11赛季，斯塔诺耶维奇带领游击队成为联赛和杯赛双冠王。2011年5月，他和游击队续约两年。
虽然贝尔格莱德游击队在2011/12赛季开局不顺，未能进入欧洲冠军联赛或欧足联欧洲联赛正赛，但球队在联赛中依然一骑绝尘，半程联赛过后领先积分榜第二名球队10分。在联赛冬歇期，游击队主席德拉甘·久里奇认为球队足球主管姆拉登·克尔斯塔伊奇和斯塔诺耶维奇应该为球队在欧洲赛场的糟糕表现负责。对此，克尔斯塔伊奇在媒体上进行反击，认为他和斯塔诺耶维奇不能全权负责球队夏季转会市场的交易，而转会市场的失败最终导致球队在欧洲赛场的糟糕表现。斯塔诺耶维奇进行响应，声明如果球队解雇克尔斯塔伊奇，他也将会辞职。但克尔斯塔伊奇在离开球队后，仍然建议斯塔诺耶维奇留在球队，并称他是塞尔维亚最好的教练。2012年1月6日，斯塔诺耶维奇宣布他将继续留在球队。但是，游击队董事会却在1月13日宣布解雇斯塔诺耶维奇，并聘请前切尔西主帅格兰特担任球队主教练。此外，游击队还拒绝斯塔诺耶维奇在次日于球队主场召开离职的记者招待会，但球迷纷纷在聚集在球队主场门口，对此次换帅表示强烈抗议。
2012年4月4日，中国足球超级联赛球队大连阿尔滨宣布斯塔诺耶维奇接替在前一天辞职的张外龙，正式成为球队的第四任教练。虽然在2012赛季斯塔诺耶维奇率领大连阿尔滨从上任的联赛垫底上升到赛季结束后的第5名，但由于大连足球处于合并的变动期，最终他在11月9日辞去俱乐部主帅的职位。11月28日，北京国安正式宣布斯塔诺耶维奇成为球队的新任主教练。他在2013赛季率领北京国安拿到联赛第三名，足协杯进入四强，亚冠联赛也历史上第二次进入淘汰赛阶段，但是在赛季末段他的执教风格却受到国安俱乐部和北京媒体的广泛质疑，特别是在足协杯半决赛被广州恒大双杀后。赛季结束后，北京国安宣布和斯塔诺耶维奇提前解约。
2014年4月25日，斯塔诺耶维奇成为以色列球队海法馬卡比的新任主教练。12月28日，在海法马卡比主场1比3不敌耶路撒冷贝塔后，他递交辞职信并被俱乐部接受。2015年1月12日，中国足球甲级联赛球队北京控股宣布和斯塔诺耶维奇签约三年。